# Royal Newfoundland Regiment
 (août 2014).
Si vous disposez d'ouvrages ou d'articles de référence ou si vous connaissez des sites web de qualité traitant du thème abordé ici, merci de compléter l'article en donnant les références utiles à sa vérifiabilité et en les liant à la section « Notes et références ».
Le Royal Newfoundland Regiment (R NFLD R), littéralement le « Régiment royal de Terre-Neuve », a été créé en 1795. Il a pris part aux combats de la Grande Guerre aux Dardanelles, en France et en Belgique. Il est depuis 1949 une unité de la Première réserve de l'Armée canadienne des Forces armées canadiennes.

## Histoire

### Première Guerre mondiale
Le 4 septembre 1914, l'Assemblée législative de Terre-Neuve adopta une loi autorisant la formation du Royal Newfoundland Regiment qui fut en service de 1914 à 1919. Le premier contingent s'embarqua pour la Grande-Bretagne le 3 octobre 1914. Grâce à l'ajout d'un deuxième contingent de Terre-Neuve, il atteignit la taille d'un bataillon, et fut nommé le 1st Newfoundland Regiment en février 1915. Il a été renommé The Royal Newfoundland Regiment, le 25 janvier 1918.

#### Bataille des Dardanelles
Dans la nuit du 19 septembre 1915, le bataillon a débarqué dans la baie de Suvla (en), sur la péninsule de Gallipoli en Turquie, intégré à la 88e Brigade d'infanterie de la 29e Division. C'est la seule unité nord-américaine présente à la bataille des Dardanelles. Le bataillon y a combattu jusqu'au 9 janvier 1916, et après une brève période passée en Égypte, arriva en France le 22 mars 1916.

#### Bataille de la Somme
Le 1er juillet 1916, le régiment fut quasiment anéanti à Beaumont-Hamel, le premier jour de la bataille de la Somme. Une demi-heure environ après le début de l'attaque, les hommes battent en retraite. Sur les 780 hommes qui participent à l'offensive, seulement 110 reviennent indemnes. 310 hommes sont morts et 374 sont blessés, ce qui correspond à 86% des hommes qui ont participé à l'offensive.
Depuis lors, le 1er juillet est un jour de commémoration à Terre-Neuve et dans le Labrador.
Le 12 octobre 1916, le régiment prit part à la bataille du Transloy et s'empara de Gueudecourt.
Après la bataille de la Somme, le 14 avril 1917, le régiment de Terre-Neuve s'empara de la colline à l'est de Monchy-le-Preux. Il fut décimé, dans le village, par les tirs allemands. L’état-major des Terre-Neuviens (une dizaine d’hommes), résista héroïquement, grâce à des tireurs d’élite, à tous les assauts allemands pour s’emparer du village. Le régiment a été presque anéanti : 166 morts, 141 blessés, 153 prisonniers.

#### Bataille des Flandres
À la fin juin 1917, le régiment de Terre-Neuve est en ligne à Langemark. Le 13 septembre 1918, le régiment fut affecté à la 28e brigade d'infanterie de la 9e Scottish Division, en compagnie de qui il a continué à se battre en France et dans les Flandres, jusqu'à la fin de la guerre.
De retour en France, à la mi-octobre, il combattit vaillamment près de Masnières. Le roi d’Angleterre décerna le titre de « Royal » au Newfoundland Regiment qui participa en septembre 1918 à la grande offensive finale dans la région d'Ypres.
Le régiment fut dissout, le 26 août 1919.

### Seconde Guerre mondiale
Le régiment n'a pas eu d'activité militaire combattante au cours de la Seconde Guerre mondiale. Des volontaires furent recrutés à Terre-Neuve en 1939, pour la milice et la garde. En mars 1943, la force active a été renommée le Newfoundland Regiment, et la garde est devenue la milice de Terre-Neuve. Une batterie de défense côtière sur l'île Bell gardait les points stratégiques et le régiment fut également centre de formation de volontaires pour les deux régiments d'artillerie de Terre-Neuve.

### Afghanistan
Le régiment de Terre-Neuve a envoyé de 20 % de ses effectifs dans divers affectations en Afghanistan entre 2002 et 2014.

## Honneurs
Les honneurs attribués au Régiment royal de Terre-Neuve sont :

### Guerre de 1812
- Défense du Canada (1812-1815)
- Détroit
- Maumée

### Grande Guerre
En gras, noms inscrits sur le drapeau du régiment :
- Somme 1916
- Albert (Beaumont-Hamel) 1916
- Le Transloy
- Arras 1917
- Scarpe 1917
- Ypres 1917-1918
- Langemarck 1917
- Poelcappelle
- Cambrai 1917
- Lys
- Bailleul
- Kemmel
- Courtrai
- France et Flandre 1916-1918
- Gallipoli 1915-1916
- Égypte 1915-1916

## Lieu de mémoire
- Mémorial terre-neuvien de Beaumont-Hamel
- Monument terre-neuvien de Gueudecourt
- Monument terre-neuvien de Monchy-le-Preux